# Arianna Noseda
Arianna Noseda (Como, 14 de diciembre de 1997) es una deportista italiana que compite en remo.
Ganó dos medallas en el Campeonato Mundial de Remo, en los años 2019 y 2022, y dos medallas en el Campeonato Europeo de Remo, en los años 2020 y 2022.

## Palmarés internacional
| Campeonato Mundial | Campeonato Mundial       | Campeonato Mundial | Campeonato Mundial  |
| Año                | Lugar                    | Medalla            | Prueba              |
| ------------------ | ------------------------ | ------------------ | ------------------- |
| 2019               | Ottensheim (Austria)     | Medalla de oro     | Cuatro scull ligero |
| 2022               | Račice (República Checa) | Medalla de oro     | Cuatro scull ligero |
| Campeonato Europeo |                          |                    |                     |
| Año                | Lugar                    | Medalla            | Prueba              |
| 2020               | Poznań (Polonia)         | Medalla de oro     | Cuatro scull ligero |
| 2022               | Múnich (Alemania)        | Medalla de oro     | Cuatro scull ligero |